# Николай II (папа римский)
Николай II (лат. Nicolaus PP. II; в миру Жерар де Шеврон итал. Gerard; ? — 27 июля 1061) — папа Римский с 24 января 1059 года по 27 июля 1061 года. Был епископом во Флоренции. На папский престол избран по совету немецких и французских аристократов. Признал нормандские владения в Италии. Подчинил Римской церкви Миланскую кафедру. Узаконил избрание папы кардиналами, издав буллу In nomine Domini.

## Борьба с антипапой Бенедиктом X
После смерти папы Стефана IX в 1058 году члены знатного римского рода Тусколо провели своего кандидата в папы — Бенедикта X. Однако ряд кардиналов утверждали, что выборы были незаконными, а голоса куплены. Эти кардиналы были вынуждены бежать из Рима. Хильдебранд, позже папа Григорий VII, узнав об избрании Бенедикта Х, отказался его признать и выдвинул в папы кандидатуру епископа Жерара Бургундского. В декабре 1058 года кардиналы, выступавшие против избрания Бенедикта Х, встретились в Сиене и избрали Жерара папой под именем Николай II.
Николай II отправился в Рим, по пути созвав собор в Сутри, где он произнёс анафему Бенедикту X и отлучил его. Сторонники Николая II захватили контроль над Римом и вынудили Бенедикта X бежать в замок Галерия. Прибыв в Рим, Николай II приступил к войне против Бенедикта X и его сторонников с помощью норманнов. Первая битва в Кампаньи в начале 1059 года не принесла серьёзного успеха Николаю II. Но в том же году его отряды захватили Пренесте, Тускулум и Нументанум, а затем напали на Галерию, заставив Бенедикта X сдаться и отказаться от папства.

## Отношения с нормандцами

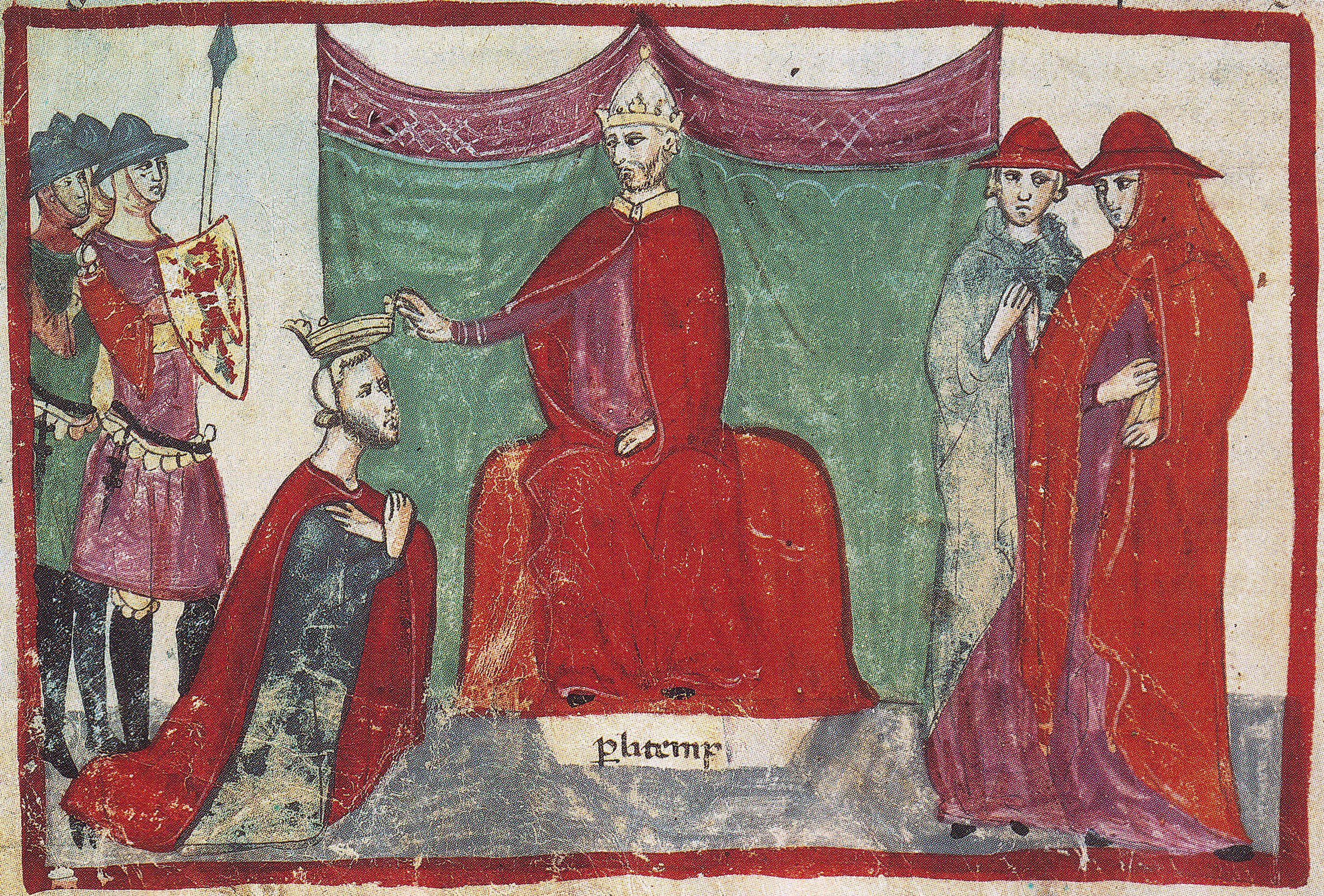
Николай II дарует Роберту Гвискару титул герцога (Мельфи, 1059 год)

Для обеспечения своих позиций Николай II вошёл в сношения с нормандцами. Папа хотел отвоевать Сицилию у мусульман, и нормандцы виделись ему как идеальная сила для решения этой задачи. Нормандцы к этому времени прочно утвердились на юге Италии, и в конце 1059 года был заключён союз в Мельфи, где папа, сопровождаемый Хильдебрандом, кардиналом Гумбертом и настоятелем Монте-Кассино Дезидерием, торжественно даровал Роберту Гвискару титул герцога Апулии, Калабрии и Сицилии, а Ричарду из Аверсы — титул князя Капуи, в обмен на клятву верности и обещание помощи в охране прав Церкви.
Первые плоды этой договорённости проявились осенью, когда нормандцы помогли блокировать Галерию, где укрылся Бенедикт X. В дальнейшем нормандская поддержка позволила папе выйти из-под контроля римской знати и способствовала укреплению позиций папства.

## Подчинение Милана
Между тем, Пётр Дамиани и епископ Ансельм Луккский были посланы Николаем II в Милан, чтобы положить конец претензиям Миланского епископства на автономию от Рима. Архиепископ Видон был вынужден подчиниться условиям, поставленным легатами, и подчиниться Риму. Символом этого подчинения стало прибытие миланских епископов на Латеранский собор 1059 года.

## Реформа выборов
Ранее папские выборы фактически контролировались римской аристократией, если император не был достаточно сильным, чтобы иметь возможность вмешаться и навязать свою волю. В результате противостояния с Бенедиктом X, Николай II пришел к выводу о необходимости реформировать папские выборы. На соборе 1059 года папа собрал 113 епископов, чтобы рассмотреть вопросы зависимости церкви от императорской власти, симонии, безбрачия духовенства, а также изменения в процедуре выборов. Избирательная реформа, принятая этим собором, заложила основу для независимости церкви. Отныне папы должны были избраться коллегией кардиналов в Риме.